# Archiwum Notarialne Malty
Archiwum Notarialne Malty (malt. L-Arkivji Nutarili) – archiwum w Valletcie na Malcie. Zawiera około 20 000 tomów umów, testamentów i innych dokumentów prawnych od XV wieku do współczesności. Jego zbiory są znaczące zarówno z prawnego, jak i historycznego punktu widzenia i zawierają m.in. utwór Il-Kantilena, najwcześniejszy znany tekst w języku maltańskim.
Archiwum doznało znacznych zniszczeń w czasie II wojny światowej, kiedy część zbiorów uległa zniszczeniu w wyniku bombardowań lotniczych, oraz w późniejszych dziesięcioleciach, kiedy dokumenty ulegały powolnej degradacji z powodu zaniedbania. Od 2010 roku podejmowane są wysiłki w celu zachowania i digitalizacji archiwaliów, a od 2019 roku trwa projekt przekształcenia pomieszczeń archiwum w centrum konserwatorskie.

## Historia
Archiwum notarialne zostało założone przez wielkiego mistrza Juana de Lascaris-Castellar aktem datowanym na 10 lipca 1640 roku. Dokument ten został zarejestrowany w aktach Zakonu, i obecnie znajduje się w Bibliotece Narodowej Malty. Utworzenie archiwum było promowane przez historyka Giovanniego Francesco Abelę. Pierwszym archiwistą był Salvatore Ciantar.
Archiwum doznało poważnych zniszczeń podczas II wojny światowej. W kwietniu 1942 roku budynek, w którym się znajdowało, został dwukrotnie trafiony podczas bombardowania lotniczego, i około 2000 tomów zostało zniszczonych lub uszkodzonych. Niektóre dokumenty były przechowywane w piwnicy Auberge d’Italie, gdzie wiele z nich również zostało uszkodzonych. W grudniu 1945 roku archiwum przeniesiono do obecnej lokalizacji przy 24 Triq San Kristofru, a w roku 1968 oryginały przeniesiono do budynku przy Triq Mikiel Anton Vassalli, natomiast kopie zatrzymano na dotychczasowym miejscu.
Obecnie archiwum są zarządzane przez departament rządowy znany jako Office of the Notary to Government and Notarial Archives (Biuro Notariusza Rządowego i Archiwum Notarialnego), na czele którego stoi naczelny notariusz rządu. Na początku XXI wieku było ono w opłakanym stanie, a zbiory były mocno zniszczone W 2008 roku część zniszczonych dokumentów datowanych na XV wiek została zebrana przez osobę zajmującą się drobnymi naprawami i pracami remontowymi w budynku i umieszczona w workach na śmieci w celu utylizacji, ale nie zostały one wyrzucone i zostały ponownie odkryte później. Od tego czasu podjęto znaczne wysiłki w celu zachowania i digitalizacji zbiorów archiwum.

## Lokalizacja
Archiwum Notarialne mieści się w dwóch budynkach w Valletcie. W głównym budynku, który znajduje się pod adresem 2/3 Triq Mikiel Anton Vassalli (Mikiel Anton Vassali Street) umieszczone są oryginały dokumentów. Budynek ten jest również siedzibą głównego notariusza rządu. Notariusze są prawnie zobowiązani do przekazywania oryginałów testamentów i aktów do tego archiwum każdego dnia roku. Czasami nie było to odpowiednio egzekwowane, co skutkowało zaleganiem dokumentów, ale od 2012 roku czynione są starania, aby wszystkie dokumenty notarialne trafiały do archiwum.
Drugi obiekt znajduje się w dwóch sąsiadujących ze sobą budynkach, przy 24 Triq San Kristofru (St Christopher Street) i 217 Triq San Pawl (St Paul Street). Nieruchomość przy Triq San Kristofru to pałac zbudowany w XVIII wieku. W obiekcie tym przechowywane są kopie oryginalnych dokumentów, a notariusze nie są zobowiązani do składania do tego archiwum wiernych kopii dokumentów, ponieważ mogą je sami przechowywać. Od roku 2019 budynek jest odnawiany.
Niektóre akty notarialne z Gozo, które były przechowywane w Ministerstwie Gozo przed przeniesieniem do sekcji Gozo w Państwowym Archiwum Malty w lutym 2016 r. oraz kwietniu 2017 r., są wspólnie zarządzane przez Archiwum Narodowe i Archiwum Notarialne.

## Zbiory

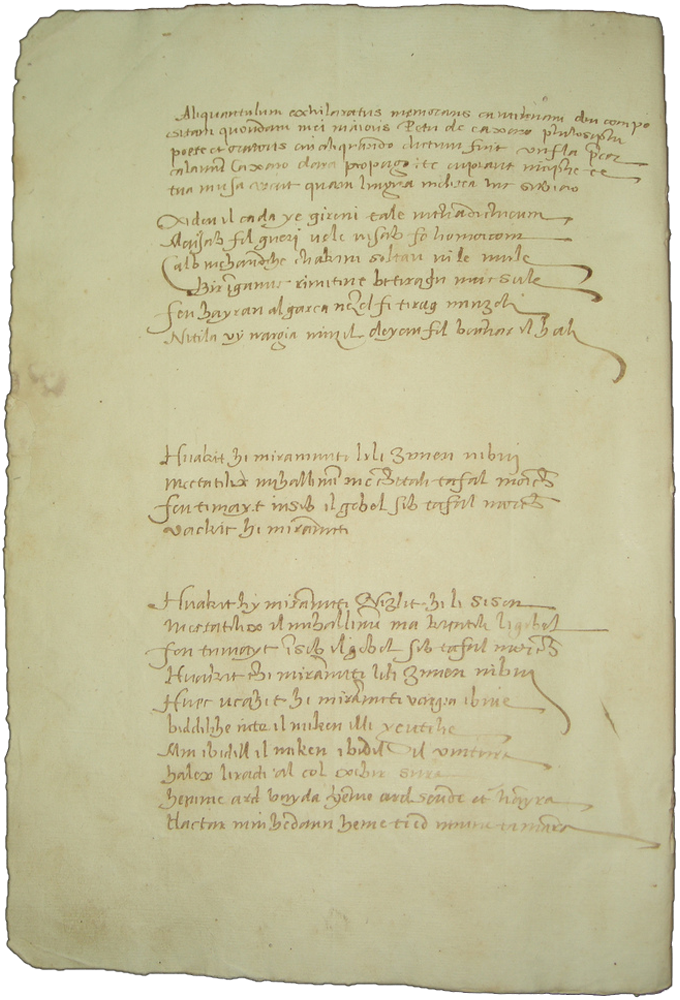
Il-Kantilena, najstarszy znany tekst w języku maltańskim, jest przechowywany w Archiwum Notarialnym

Archiwum Notarialne mieści ponad 20 000 tomów, które zawierają akty notarialne i inne dokumenty historyczne. Tomy w archiwum obejmują co najmniej 90 milionów stron i zajmują około 15 km regałów. Najstarsze dokumenty w Archiwum Notarialnym pochodzą z XV wieku. Pierwsze akta obejmują kopię testamentu z 1431 roku, który jest najstarszym znanym zachowanym dokumentem dotyczącym Gozo. Najwcześniejszy tom akt pochodzi z lat 1465–1521 i należał do notariusza Paola Bonello.
W Archiwum Notarialnym jest przechowywany najstarszy znany tekst w języku maltańskim, XV-wieczny wiersz zatytułowany Il-Kantilena autorstwa Pietru Caxaro. Został odkryty przez Godfreya Wettingera i Mikiela Fsadniego w 1966 roku w rejestrze notarialnym Brandana Caxaro, siostrzeńca poety, datowanym na lata 1533–1536.
Inne godne uwagi archiwalia przechowywane w Archiwum Notarialnym obejmują szereg dokumentów z XV i XVI wieku dotyczących Gozo przed najazdem w 1551 roku, w którym zniszczono wszystkie zapisy znajdujące się na wyspie, relacja naocznego świadka Wielkiego Oblężenia Malty z 1565 roku, kontrakty dotyczące podziału ziemi od czasu budowy Valletty w XVI wieku oraz kontrakty dotyczące zakupu niewolników. Późniejsze dokumenty znajdujące się w archiwum obejmują list z 1861 roku z ostemplowanym pierwszym wydaniem pierwszego znaczka Malty, Halfpenny Yellow.

## Badania
Archiwa są ważne zarówno dla badań prawnych, jak i historycznych. Ponieważ dokumenty przechowywane w archiwach są dokumentami prawnymi, są przydatne do ustalania lub śledzenia własności, dziedziczenia, praw i obowiązków oraz innych implikacji prawnych. Osoby ubiegające się o wgląd lub sporządzenie kopii dokumentów muszą podać określone informacje, takie jak charakter aktu, data i notariusz, który go sporządził. Usługi świadczone przez archiwum są płatne.
Archiwum jest również wykorzystywane do badań historycznych, ponieważ archiwalia stanowią źródło pierwotne o życiu na Malcie od XV wieku do dziś i opowiadają historię kraju z perspektywy jej mieszkańców ze wszystkich klas społecznych. Dokumenty te zawierają szczegóły dotyczące życia codziennego na Malcie, które w inny sposób są nieznane, i są także źródłem badań genealogicznych. Większość dokumentów w archiwum nigdy nie była zbadana. Osoby prowadzące badania historyczne w archiwach są zobowiązane do złożenia wniosku, który musi zostać zatwierdzony przez ministra. Po uzyskaniu zgody, opłaty za wgląd do aktów notarialnych są zniesione, a opłaty za sporządzenie kopii dokumentów znacznie obniżone.
Archiwum jest otwarte w dni powszednie przez cały rok.

## Konserwacja i digitalizacja
Po wielu latach zaniedbań trwają obecnie starania o zachowanie i digitalizację zbiorów Archiwum Notarialnego. Powołana została The Notarial Archives Resource Council (Rada Zasobów Archiwum Notarialnego), organizacja pozarządowa non-profit, której celem jest wspieranie naczelnego notariusza rządu w prowadzeniu Archiwum Notarialnego. W 2010 roku podpisana została umowa pomiędzy Malta Study Center przy Hill Museum & Manuscript Library (HMML), która doprowadziła do digitalizacji niektórych XVI-wiecznych tomów notarialnych, niektóre z nich są teraz dostępne online na stronie HMML. W 2013 roku ruszył projekt skatalogowania akt brytyjskich notariuszy na Malcie z początku XIX wieku. W tym samym roku uruchomiono trzy programy sponsorskie dla archiwów, zatytułowane Adopt an Item, Adopt a Volume i Adopt a Notary, aby pomóc w odrestaurowaniu niektórych dokumentów archiwalnych. Sponsorzy płacą za odnowienie określonej pozycji lub tomu albo całej grupy dokumentów sporządzonych przez określonego notariusza.
W sierpniu 2013 roku ówczesny premier Joseph Muscat, minister finansów Edward Scicluna i parlamentarny sekretarz ds. sprawiedliwości Owen Bonnici odwiedzili archiwum, a Abela określił je jako „matkę wszystkich archiwów”, ale powiedział, że zły stan jego zbiorów uczynił go „narodowym pomnikiem hańby Malty”. Abela, wraz z zespołem profesjonalistów i wolontariuszy przejął wiodącą rolę w ochronie archiwów. Powołana została również The Notarial Archives Foundation w celu opieki nad archiwum i uświadomienia społeczeństwu jego istnienia. Archiwum Notarialne rozpoczęło różne formy współpracy z Uniwersytetem Maltańskim, w tym projekt z Department of Artificial Intelligence (Departamentem Sztucznej Inteligencji), który w 2018 roku doprowadził do utworzenie narzędzia badawczego znanego jako NotaryPedia.
W połowie 2018 roku rozpoczęto projekt renowacji pomieszczeń archiwum przy Triq San Kristofru. Projekt ma na celu przekształcenie go w centrum konserwatorskie, które obejmowałoby laboratorium i ośrodek badawczy, sale wykładowe i konferencyjne, małe muzeum i centrum dla zwiedzających. Oprócz renowacji budynku projekt obejmuje również dezynsekcję i konserwację zbiorów archiwalnych. Projekt ten jest finansowany przez Unię Europejską i kosztuje 5 milionów euro, a jest realizowany od roku 2019.
W 2018 roku odbyły się wystawy sztuki o tematyce związanej z archiwami. Ich celem było budowanie świadomości oraz promocja ochrony archiwaliów. Wystawa „Artyści jako archiwiści” odbyła się w dniach 3–6 października w siedzibie archiwum przy Triq San Kristofru i przedstawiała prace siedmiu artystów. W dniach 5 października – 3 listopada odbyła się wystawa „Parallel Existences”, na której można było zobaczyć fotografie Alex Attard przedstawiające fragmenty dokumentów z Archiwum Notarialnego, które z czasem ulegają deformacji w formy przypominające rzeźby.
Od 2019 roku Archiwum Notarialne podejmuje proces digitalizacji swoich zbiorów, aby zabezpieczyć zawarte w nich informacje przed potencjalnym uszkodzeniem lub zniszczeniem. Lista notariuszy, których testamenty oraz inter vivos znajdują się w Archiwum Notarialnym jest dostępna na stronie internetowej archiwum.